# ویسوکا (ناحیه هاولیتشکوف برود)
ویسوکا (به چکی: Vysoká) یک منطقهٔ مسکونی در جمهوری چک است که در ناحیه هاولیتشکوف برود واقع شده‌است. ویسوکا ۸٫۰۵ کیلومتر مربع مساحت و ۲۰۹ نفر جمعیت دارد و ۵۲۰ متر بالاتر از سطح دریا واقع شده‌است.